# Euphumosia albula
Euphumosia albula är en tvåvingeart som beskrevs av Torgerson 1967. Euphumosia albula ingår i släktet Euphumosia och familjen spyflugor. Inga underarter finns listade i Catalogue of Life.